# Sarax sinensis
Espèce
Sarax sinensis est une espèce d'amblypyges de la famille des Charinidae.

## Distribution
Cette espèce est endémique du Fujian en Chine. Elle se rencontre vers Fuzhou.

## Description
Le mâle holotype mesure 6,86 mm.

## Systématique et taxinomie
Cette espèce a été décrite par Wu, Zhu, Li et He en 2022.

## Étymologie
Son nom d'espèce, composé de sin[a] et du suffixe latin -ensis, « qui vit dans, qui habite », lui a été donné en référence au lieu de sa découverte, la Chine.

## Publication originale
- Wu, Zhu, Liu, de Miranda, Román-Palacios, Li & He, 2022 : « A new species of whip spider, Sarax sinensis sp. nov., from Fujian, China (Arachnida: Amblypygi: Charinidae). » Zootaxa, no 5162(4), p. 397-409.